# Neutralino
En physique des particules, le neutralino est une particule hypothétique, prédite par supersymétrie. Il est représenté par le symbole {\displaystyle {\tilde {\chi }}_{i}^{0}}, avec {\displaystyle i} un nombre entre 1 et 4.
Le neutralino est une combinaison de trois superpartenaires : le photino (partenaire supersymétrique du photon), le zino (partenaire du boson Z0) et le higgsino (partenaire du boson de Higgs). En effet, lors de la brisure de la supersymétrie qui donne leurs masses élevées aux partenaires supersymétriques de particules connues, les superpartenaires des bosons de jauge ne demeurent pas dans des états propres mais se combinent.
En 2007, des mesures au CERN indiquent que si le neutralino existe, alors sa masse est nécessairement supérieure à 46 GeV/c2 .
En théorie, les neutralinos les plus légers devraient être stables et donc très abondants, au point de représenter l'essentiel de la matière de l'Univers. Le neutralino fait à ce titre l'objet de nombreuses recherches. La détection de neutralinos peut être directe par interaction dans un détecteur (recherches menées notamment en France par la collaboration EDELWEISS), ou indirecte, via la recherche des produits d'annihilation (photon, neutrino, positrons, antiprotons). Ces recherches sont menées grâce aux observations des télescopes terrestres (HESS, ANTARES, IceCube) ou embarqués sur satellites (FERMI-GLAST, PAMELA).
Il est proposé comme l'un des constituants possibles de la matière noire.